# Florence Gazeau
Pour les articles homonymes, voir Gazeau.
Florence Gazeau, née en 1970, est une physicienne spécialiste de la nanomédecine et directrice de recherche française. Elle dirige ses recherches au Laboratoire Matière et Systèmes Complexes à l'université Paris-Cité. En 2024, elle reçoit la médaille d'argent du CNRS.

## Biographie
En 1997, Florence Gazeau soutient sa thèse de doctorat en physique du solide sous la direction de Régine Perzynski sur les propriétés magnétiques et hydrodynamiques des ferrofluides à l'Université Paris-Diderot. En 1998, elle entre au Centre national de recherche scientifique (CNRS) en tant que collaboratrice scientifique. En 2008, elle soutient une seconde thèse à l'occasion de son habilitation universitaire. Ses recherches portent sur le nanomagnétisme appliqué à la médecine. Elles portent notamment sur l'applications des nanoparticules magnétiques pour l'imagerie et la thérapie. Elle s'interresse par exemple à ce que deviennent les nanoparticules d'or issues des médicaments dans notre corps. Elle utilise également l'hyperthermie magnétique pour ramollir les tumeurs du cancer et les rendre plus vulnérables aux produits de traitement. Elle travaille aussi sur les exosomes, aussi appelé vésicules extracellulaires, pour exploiter leurs propriétés thérapeutiques.

## Distinctions et récompenses
- 2024 : médaille d'argent du CNRS[2]
- 2025 : élue membre de l'Académie des Sciences (section de chimie)[5]